# Luis La Fuente
Pour les articles homonymes, voir De la Fuente.
Luis Meraldo La Fuente Ramírez (né le 8 juin 1947 à Callao) est un footballeur péruvien qui évoluait au poste de défenseur central.

## Biographie

### Carrière en club
Surnommé El príncipe (« le prince »), Luis La Fuente fait ses débuts au sein du Ciclista Lima en 1965. Mais c'est à l'Universitario de Deportes qu'il se distingue en jouant 125 rencontres entre 1966 et 1971 (quatre buts marqués), période où il remporte quatre championnats du Pérou en 1966, 1967, 1969 et 1971. Il dispute en outre au sein de l'Universitario cinq éditions de la Copa Libertadores avec un total de 42 matchs joués et un but inscrit.
Il poursuit sa carrière au José Gálvez FBC en 1972, puis au Deportivo Municipal entre 1973 et 1974. En 1975, il signe à Boca Juniors et y joue 17 matchs (deux buts inscrits). Revenu au Pérou, il rejoue pour le Deportivo Municipal lorsqu'une blessure l'oblige à mettre un terme à sa carrière, en 1977, à 30 ans.

### Carrière en équipe nationale
International péruvien, il compte cinq sélections (aucun but marqué) entre 1967 et 1973. 

## Palmarès
Universitario de Deportes
- Championnat du Pérou (4) :
  - Champion : 1966, 1967, 1969 et 1971.